# The Great Rupert

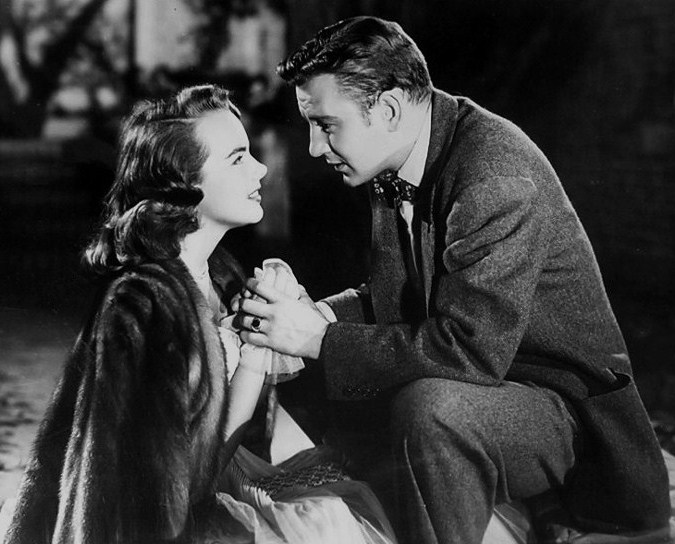
Terry Moore et Tom Drake dans une scène du film.

The Great Rupert est un film américain en noir et blanc réalisé par Irving Pichel, sorti en 1950.

## Synopsis
Joe Mahoney, un vieil artiste de vaudeville qui traverse une période difficile, doit se séparer de son compagnon de scène, un écureuil apprivoisé nommé Rupert. Il le relâche dans un parc où Rupert devra se débrouiller seul avec d'autres écureuils. Joe Mahoney est également contraint de quitter l'appartement que lui loue la famille Dingle, composée de Frank, le père avare, sa femme et leur fils Pete, un compositeur en herbe. Frank Dingle a récemment appris qu'une mine d'or dans laquelle il avait investi des années plus tôt, allait commencer à rapporter 1 500 $ par semaine ; il commence à encaisser les chèques et à cacher les factures qu'il reçoit. 
Une famille d'acrobates heureux mais pauvres, les Amendolas, emménage dans l'ancien appartement de Joe Mahoney. Rupert retrouve également le chemin de son ancienne maison. Rosalinda Amendola, quant à elle, est amoureuse de Pete Dingle.
Dans sa nouvelle maison, Madame Amendolas prie Dieu de l'aider pécuniairement. Voilà que du plafond tombent des billets de banque.

## Fiche technique
- Titre original : The Great Rupert
- Réalisation : Irving Pichel
- Scénario : László Vadnay d'après une histoire de Ted Allen publiée sous le titre Willie the Squowse[1]
- Producteur : George Pal
- Photographie : Lionel Lindon
- Montage : Duke Goldstone
- Musique : Leith Stevens
- Société de production : George Pal Productions, Legend Films
- Société de distribution : Eagle-Lion Films, Twentieth Century Fox
- Pays de production :  États-Unis
- Langue d'origine : anglais américain
- Format : noir et blanc — 35 mm — 1,37:1 — son : mono (Western Electric Recording)
- Genre : comédie familiale
- Durée : 87 minutes
- Date de sortie :
  - États-Unis : 1er mars 1950

## Distribution

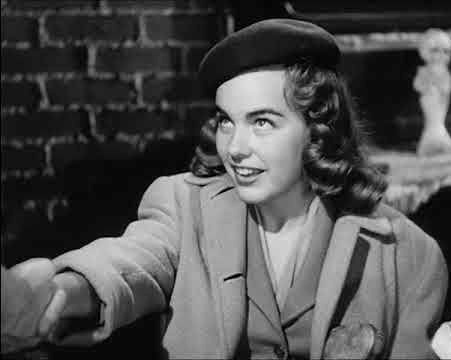
Terry Moore dans une scène du film.

- Jimmy Durante : Mr. Louie Amendola
- Terry Moore : Rosalinda Amendola
- Tom Drake : Peter 'Pete' Dingle
- Frank Orth : Mr. Frank Dingle
- Sara Haden : Mrs. Katie Dingle
- Queenie Smith : Mrs. Amendola
- Chick Chandler : Phil Davis
- Jimmy Conlin : Joe Mahoney
- Rupert, an animated squirrel
- Hugh Sanders : Mulligan
- Don Beddoe : Mr. Haggerty
- Candy Candido : Molineri, la fleuriste
- Clancy Cooper : lieutenant de police Saunders
- Harold Goodwin : Callahan, du F.B.I.
- Frank Cady : Mr. Taney, l'inspecteur des impôts
- Irving Pichel : le piéton perplexe (non crédité)

## Production
En 1949, le producteur George Pal, qui avait précédemment produit des films d'animation, propose à la société de production indépendante Eagle-Lion Films de co-produire deux films avec lui. The Great Rupert est le premier, qui sera suivi de Destination... Lune ! en 1950,.
L'animation en stop-motion utilisée pour la danse de l'écureuil est si réaliste que Pal a reçu de nombreuses interrogations sur l'origine de cet écureuil qui paraissait si bien dressé.
Le film est tombé dans le domaine public aux États-Unis. En 1999, "Arnold Leibovit Entertainment" a réédité le film en DVD, et en 2022 une version restaurée en haute définition est sortie avec les titres originaux en vue de diffusion sur les chaînes de streaming.